# 2018 aux Tonga

## Février
- 12 février : Le cyclone Gita de catégorie 4, frappe violemment l'archipel et cause de nombreux dégât rasant de nombreux bâtiments dont celui du parlement des Tonga.
- 16 février : Pita Taufatofua participe comme unique représentant des Tonga dans l'épreuve du 15 kilomètres hommes au jeux olympiques d'hiver de 2018 à Pyeongchang, en Corée du Sud. Il se classera 114e sur 119 participants.

## Juin
- 23 juin : L'équipe des Tonga de Rugby à XV masculine remporte un match contre celle des Fidji sur le score de 27 à 19. Ce match devient leur 91e confrontation.